# Fort Liberté (departementshuvudort)
Fort Liberté är en departementshuvudort i Haiti.   Den ligger i departementet Nord-Est, i den nordöstra delen av landet, 140 km norr om huvudstaden Port-au-Prince. Fort Liberté ligger 1 meter över havet och antalet invånare är 11 465.
Terrängen runt Fort Liberté är huvudsakligen platt, men åt sydväst är den kuperad. Havet är nära Fort Liberté norrut. Runt Fort Liberté är det ganska tätbefolkat, med 90 invånare per kvadratkilometer. Fort Liberté är det största samhället i trakten. Omgivningarna runt Fort Liberté är en mosaik av jordbruksmark och naturlig växtlighet.